# Madison (Virginia)
Madison è un comune degli Stati Uniti d'America, situato nello Stato della Virginia, nella contea di Madison, della quale è il capoluogo.